# Kanteletar
Kanteletar je sbírka finských lidových písní sestavená Eliasem Lönnrotem. Byla vydána v roce 1840 pod názvem Kanteletar taikka Suomen Kansan Wanhoja Lauluja ja Wirsiä („Kanteletar aneb Staré písně a žalmy finského národa“) a do češtiny část knihy přeložil Josef Holeček v roce 1904. Název sbírky je odvozen ze slova kantele, označující tradiční finský hudební nástroj, a finské přípony -tar, která slouží k utvoření ženského rodu. Celý název se dá přeložit jako „dcera kantele“ nebo „bohyně kantele“.
Kanteletar se dělí na tři knihy. První kniha je pojmenována jako Yhteisiä Lauluja („společné písně“) a obsahuje 238 lyrických básní. Druhá kniha, Erityisiä Lauluja („specifické písně“), má 354 lyrických básní, které jsou rozděleny na mužské, ženské, chlapecké a dívčí. Třetí kniha nazvaná Virsi-Lauluja („církevní písně“) obsahuje 60 historických romancí, legend, balad a lyricko-epických básní. Ve třetím Lönnrotově vydání Kanteletar z roku 1887 byl však jejich počet navýšen na 137. V úvodu sbírky je pak dalších 24 básní.
Zatímco lyricko-epické básně z první a druhé knihy sesbíral Lönnrot převážně z finské části Karélie, básně z třetí knihy pochází hlavně z její ruské části. Podobně jako Kalevala, její sesterské dílo, je poezie v Kanteletar psána kalevalským metrem.